# 메타휴리스틱
메타휴리스틱(metaheuristic)은 휴리스틱연산에서 고도의 단계가 필요한 문제이다.
컴퓨터 과학 및 수학적 최적화에서 메타휴리스틱은 최적화 문제 또는 기계 학습 문제에 대해 충분히 좋은 솔루션을 제공할 수 있는 휴리스틱(부분 검색 알고리즘)을 찾고, 생성하고, 조정하거나 선택하도록 설계된 상위 수준 절차 또는 휴리스틱이다. 특히 불완전하거나 불완전한 정보 또는 제한된 계산 능력이 있는 경우. 메타 휴리스틱은 완전히 열거하거나 탐색하기에는 너무 큰 솔루션의 하위 집합을 샘플링한다. 메타 휴리스틱은 해결되는 최적화 문제에 대해 비교적 적은 가정을 할 수 있으므로 다양한 문제에 사용할 수 있다.
최적화 알고리즘 및 반복 방법과 비교할 때 메타 휴리스틱은 일부 문제 클래스에서 전역적으로 최적의 솔루션을 찾을 수 있다고 보장하지 않는다. 많은 메타휴리스틱은 어떤 형태의 확률적 최적화를 구현하므로 찾은 솔루션이 생성된 무작위 변수 집합에 따라 달라진다. 조합 최적화에서 메타 휴리스틱은 실현 가능한 솔루션의 큰 세트를 검색하여 최적화 알고리즘, 반복 방법 또는 단순 휴리스틱보다 적은 계산 노력으로 좋은 솔루션을 찾을 수 있다. 따라서 최적화 문제에 유용한 접근 방식이다. 이 주제에 관한 여러 책과 설문 조사 논문이 출판되었다.
메타 휴리스틱에 관한 대부분의 문헌은 본질적으로 실험적이며 알고리즘을 사용한 컴퓨터 실험을 기반으로 한 경험적 결과를 설명한다. 그러나 종종 수렴과 전역 최적을 찾을 가능성에 대한 일부 공식적인 이론적 결과도 사용할 수 있다. 많은 메타 휴리스틱 방법이 참신함과 실용적인 효능을 주장하면서 발표되었다. 이 분야는 또한 고품질 연구를 제공하지만 많은 출판물이 품질이 좋지 않았다. 결함에는 모호함, 개념적 정교화 부족, 열악한 실험, 이전 문헌에 대한 무지가 포함된다.

## 같이 보기
- 떼 지능
- 진화 알고리즘
- 담금질 기법